# McCracken (Kansas)
McCracken ist eine Stadt im Rush County, Kansas, USA. Bei der Volkszählung 2020 betrug die Einwohnerzahl 152.

## Geschichte
Die Stadt wurde 1886 gegründet, als die Hauptstrecke der Missouri Pacific Railroad von Osten bis zu diesem Punkt verlängert und schrittweise weiter nach Pueblo gebaut wurde. Der Ort wurde nach J.K. McCracken, einem Bahnangestellten, benannt.

## Geografie
Nach Angaben des United States Census Bureau hat die Stadt eine Gesamtfläche von 2,46 km².

## Klima
Das Klima in diesem Gebiet ist durch heiße, feuchte Sommer und allgemein milde bis kühle Winter gekennzeichnet. Nach der Köppen-Klimaklassifikation herrscht in McCracken ein feuchtes subtropisches Klima.

## Demografie
| Jahr | Einwohner | Änderung |
| 1890 | 281       | —        |
| 1900 | 312       | 11,0 %   |
| 1910 | 371       | 18,9 %   |
| 1920 | 491       | 32,3 %   |
| 1930 | 594       | 21,0 %   |
| 1940 | 534       | −10,1 %  |
| 1950 | 553       | 3,6 %    |
| 1960 | 406       | −26,6 %  |
| 1970 | 333       | −18,0 %  |
| 1980 | 292       | −12,3 %  |
| 1990 | 231       | −20,9 %  |
| 2000 | 211       | −8,7 %   |
| 2010 | 190       | −10,0 %  |
| 2020 | 152       | −20,0 %  |

Die Volkszählung 2020 zählte 152 Personen, 85 Haushalte und 38 Familien in McCracken. Die Bevölkerungsdichte betrug 58,9 pro Quadratkilometer. Es gab 125 Wohneinheiten mit einer durchschnittlichen Dichte von 48,4 pro Quadratkilometer. Die ethnische Zusammensetzung war 96,71 % weiß oder europäisch-amerikanisch (95,39 % nicht-hispanische Weiße), 1,32 % aus anderen Ethnien und 1,97 % aus zwei oder mehr Ethnien. 4,61 % der Bevölkerung waren Hispano- oder Latino-Angehörige.
In 10,6 % der 85 Haushalte lebten Kinder unter 18 Jahren; 35,3 % der Haushalte waren verheiratete Paare, die zusammenlebten; in 25,9 % der Haushalte lebte eine Frau ohne Ehegatten oder Partner. 48,2 % der Haushalte bestanden aus Einzelpersonen, und in 21,2 % der Haushalte lebte eine alleinstehende Person, die 65 Jahre oder älter war. Die durchschnittliche Haushaltsgröße lag bei 1,9 und die durchschnittliche Familiengröße bei 2,7. Der Anteil der Personen mit einem Bachelor-Abschluss oder höher wurde auf 8,6 % der Bevölkerung geschätzt.
14,5 % der Bevölkerung waren unter 18 Jahre alt, 5,3 % zwischen 18 und 24 Jahren, 19,7 % zwischen 25 und 44 Jahren, 31,6 % zwischen 45 und 64 Jahren und 28,9 % waren 65 Jahre alt oder älter. Der Altersmedian lag bei 49,0 Jahren.
Die 5-Jahres-Schätzungen der American Community Survey 2016–2020 zeigen, dass das mediane Haushaltseinkommen 38.571 $ und das mediane Familieneinkommen 40.000 $ betrug. Das mediane Einkommen der Männer lag bei 21.563 $, das der Frauen bei 20.357 $. Das Medianeinkommen der über 16-Jährigen lag bei 20.795 $. Ungefähr 0,0 % der Familien und 1,9 % der Bevölkerung lebten unterhalb der Armutsgrenze, darunter 0,0 % der unter 18-Jährigen und 0,0 % der über 65-Jährigen.

## Bildung
Die Gemeinde wird vom öffentlichen Schulbezirk La Crosse USD 395 betreut.
Die McCracken High School wurde im Zuge der Schulvereinigung geschlossen.

## Infrastruktur

### Verkehr
McCracken liegt am State Highway K-4, der den Ort in Nord-Süd-Richtung quert, grundsätzlich aber in West-Ost-Ausrichtung durch Kansas verläuft.
Die Bahnstrecke Kansas City–Pueblo der früheren Missouri Pacific Railroad wird von Geneseo bis McCracken im Güterverkehr durch die Kansas and Oklahoma Railroad der Watco-Firmengruppe genutzt. Der Streckenabschnitt von McCracken westwärts bis Healy wurde stillgelegt.

## Medien
Ein Teil des 1973 gedrehten Films Paper Moon wurde in der McCracken-Gegend gedreht. Alle wichtigen Drehorte, einschließlich des Hotels und des Cafés, sind verschwunden und stehen heute leer.